# 乌克兰第三共和国

人民自卫政党标志

乌克兰第三共和国（烏克蘭語：Третя Українська Республіка）是烏克蘭的一個政黨。该党成立于1999年2月6日，最初取名为前進，烏克蘭！。2010年4月，改名为人民自卫政党。2014年7月，改用现名。

## 歷史
在2002年選舉中，該黨屬於維克多·尤先科我們的烏克蘭聯盟。
在2006年選舉中，該黨獨立參選，只獲得6934票（0.02%）。
在2007年選舉中，該黨再次加入維克多·尤先科我們的烏克蘭聯盟。該聯盟贏得議會480席中的72席。
2009年1月29日，內政部長尤里·盧岑科在與報紙媒體《Silski Visti》的專訪中，宣布公民運動「人民自衛」作為一個起事、抗議、不是很有組織的公民運動已經不存在。盧他也計畫指導「前進，烏克蘭！」進行組織變革。
該黨支持尤莉婭·季莫申科參選2010年烏克蘭總統大選。

### 人民自衛政党
2010年2月26日，该黨举行大會，決議更改黨名为“人民自卫政党”。 司法部長亞歷山大·拉夫利諾維奇於2010年4月20日簽署通過。
2010年84日，盧岑科宣布該黨將與全烏克蘭「祖國」聯盟合作參加2010年地方選舉。 但最後該黨獨自參選。 該黨未能在州議會獲得席次，但成功進入利維夫州數個市議會。
2011年12月，該黨宣布將併入 全烏克蘭「祖國」聯盟。

## 外部連結
- 官方網站